# Anthony Muheria
Anthony Muheria (Kaburugi, 27 maggio 1963) è un arcivescovo cattolico keniota, dal 23 aprile 2017 arcivescovo metropolita di Nyeri.

## Biografia

### Formazione e ministero sacerdotale
Dopo aver seguito i corsi di ingegneria presso l'università di Nairobi, ha conseguito il baccellierato in scienze e la licenza in ingegneria civile.
Entrato nell'Opus Dei è stato inviato a Roma e ha studiato presso la Pontificia Università della Santa Croce, dove ha conseguito prima la licenza e poi la laurea in teologia ed è stato ordinato sacerdote il 13 giugno 1993.
Rientrato in Kenya nel 1995 ha svolto assistenza spirituale ai giovani delle scuole e istituti dell'Opus Dei ed ha predicato corsi di esercizi spirituali.

### Ministero episcopale
Il 30 ottobre 2003 papa Giovanni Paolo II lo ha nominato vescovo di Embu.
Ha ricevuto l'ordinazione episcopale il 10 gennaio 2004 dalle mani dell'arcivescovo Giovanni Tonucci, nunzio apostolico in Kenya, co-consacranti l'arcivescovo coadiutore di Nyeri e futuro cardinale John Njue e l'arcivescovo di Nairobi Raphael Simon Ndingi Mwana'a Nzeki.
Il 28 giugno 2008 papa Benedetto XVI lo ha nominato vescovo di Kitui. Fino al 25 luglio 2009 è stato anche amministratore apostolico di Embu.
Dal 21 febbraio 2015 al 25 agosto 2018 ha ricoperto il ruolo di amministratore apostolico di Machakos.
Il 23 aprile 2017 papa Francesco lo ha promosso arcivescovo metropolita di Nyeri. Ha preso possesso dell'arcidiocesi il 17 giugno seguente. Fino al 29 agosto 2020 è stato anche amministratore apostolico di Kitui.
Ha partecipato alla XV assemblea generale ordinaria del sinodo dei vescovi svoltasi nel mese di ottobre 2018 dal tema I Giovani, la Fede e il Discernimento Vocazionale.
Dal 30 settembre 2023 al 16 novembre 2024 è nuovamente amministratore apostolico di Embu.
Dal 19 aprile 2024 è anche vicepresidente della Conferenza dei vescovi cattolici del Kenya.

## Genealogia episcopale
La genealogia episcopale è:
- Cardinale Scipione Rebiba
- Cardinale Giulio Antonio Santori
- Cardinale Girolamo Bernerio, O.P.
- Arcivescovo Galeazzo Sanvitale
- Cardinale Ludovico Ludovisi
- Cardinale Luigi Caetani
- Cardinale Ulderico Carpegna
- Cardinale Paluzzo Paluzzi Altieri degli Albertoni
- Papa Benedetto XIII
- Papa Benedetto XIV
- Papa Clemente XIII
- Cardinale Enrico Benedetto Stuart
- Papa Leone XII
- Cardinale Chiarissimo Falconieri Mellini
- Cardinale Camillo Di Pietro
- Cardinale Mieczysław Halka Ledóchowski
- Cardinale Jan Maurycy Paweł Puzyna de Kosielsko
- Arcivescovo Józef Bilczewski
- Arcivescovo Bolesław Twardowski
- Arcivescovo Eugeniusz Baziak
- Papa Giovanni Paolo II
- Arcivescovo Giovanni Tonucci
- Arcivescovo Anthony Muheria